# Anisokorie

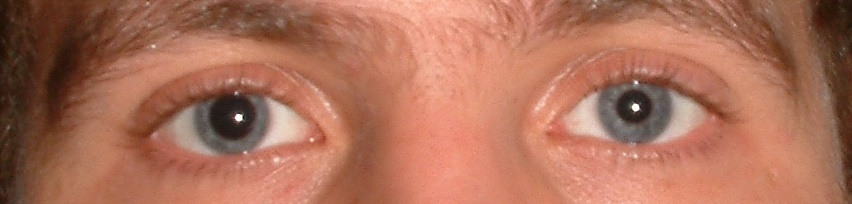
Anisokorie

Als Anisokorie (Adjektiv: anisokor; von altgriech. ἀ(ν)- a(n)-, Alpha privativum, ἴσος isos, deutsch ‚gleich‘, Κόρη kore, deutsch ‚Pupille‘) wird ein Unterschied in den Pupillenweiten der Augen verstanden. Im Gegensatz dazu steht Isokorie (Adjektiv: isokor) für die Gleichheit der Pupillenweiten.

## Ursachen
Bis zu einem Millimeter Seitendifferenz des Pupillendurchmessers ist auch bei gesunden Augen möglich und kann als Normvariante gelten.
Pathologische Ursachen für eine Seitendifferenz in der Pupillenweite können neurologischer Natur sein wie Läsionen des dritten Hirnnerven, unter anderem auch infolge von akutem Hirndruck (Clivuskanten-Syndrom), weiterhin Hirnstammschädigungen (zum Teil im Kontext konkreter Hirnstammsyndrome) und auch Störungen der zervikalen Sympathikusbahn bei einem Horner-Syndrom. Pharmakologische beziehungsweise toxikologische Effekte sind ebenfalls möglich, wenn beispielsweise Mydriatika oder Miotika in Form von Augentropfen nur in ein Auge gelangt sind. Neben neurologischen Störungen der Efferenz können auch lokale Ursachen für eine Anisokorie ausschlaggebend sein. Hierzu zählen beispielsweise einseitige Bewegungseinschränkungen der Iris durch Sphinkterrisse oder Synechien wie auch lokale Entzündungen im Bereich der vorderen Augenabschnitte. Eine weitere Ursache für Pupillendifferenzen ist die sogenannte Pupillotonie. Eine Anisokorie kann auch im Rahmen eines Cluster-Kopfschmerzes anfallsweise zusammen mit den Kopfschmerzen auftreten.